# Dimarella effera
Dimarella effera är en insektsart som först beskrevs av Walker 1853.  Dimarella effera ingår i släktet Dimarella och familjen myrlejonsländor. Inga underarter finns listade i Catalogue of Life.